# Бородин, Василий Андреевич
Васи́лий Андре́евич Бороди́н (3 июля 1982, Москва — 9 июня 2021, там же) — русский поэт, автор статей о современной поэзии. Лауреат премии Андрея Белого (2015), Большой премии «Московский счёт» (2016), премии «Белла» (2017).

## Биография
Родился 3 июля 1982 года в Москве.
Окончил Московский государственный вечерний металлургический институт. Работал редактором, корректором, иллюстратором.
Покончил с собой 9 июня 2021 года на 39-м году жизни в Москве. Тело поэта было найдено под окнами дома на улице Краснокурсантской, рядом с ним обнаружили предсмертную записку.
Прощание прошло 19 июня в морге 6 и в Николо-Архангельском крематории. Прах захоронен 3 июля на Введенском кладбище.

## Творчество
Публиковался с 2005 года в журналах «Воздух», «Новый мир», «TextOnly», «Волга», «Урал», «Reflect», «РЕЦ», «Новый ДРАГОМАНЪ ПЕТРОВЪ», «Другое полушарие», «Лампа и дымоход», на сайтах «Полутона», «Новая камера хранения», «Сетевая словесность», «Черновик», в альманахе «Белый ворон» и др.
В 2011 году вошёл в лонг-лист премии «Дебют» в номинации «поэзия». Финалист поэтической премии «Различие» (2013). Лауреат премии Андрея Белого (2015), премии «Московский счёт» (2016; 2021 посмертно), «Белла» (2017).

## Критические оценки
«Стихи Василия Бородина — тот случай современной поэзии, когда смещения смыслов, рассогласовки — всё это ставшее модным добро значения не имеют. Это уже пройденный материал. Поэт прокладывает дорогу от кладбища языков на родину. И ему не всегда удаётся».
«Как модернист, Бородин в своих текстах закладывает проект „спасения“ частей этого мира, которые малозаметны и/или находятся под угрозой исчезновения».
«Василий Бородин, пожалуй, один из самых заметных поэтов поколения нынешних тридцатилетних».
«Балансируя между логикой и абсурдом, поэзия Бородина трансформирует привычное восприятие пространства и времени». 